# 普普卡兰
普普卡兰（Phuphkalan），是印度中央邦Bhind县的一个城镇。总人口10245（2001年）。

## 人口
该地2001年总人口10245人，其中男性5602人，女性4643人；0—6岁人口1737人，其中男948人，女789人；识字率60.69%，其中男性为69.74%，女性为49.77%。